# اریسی

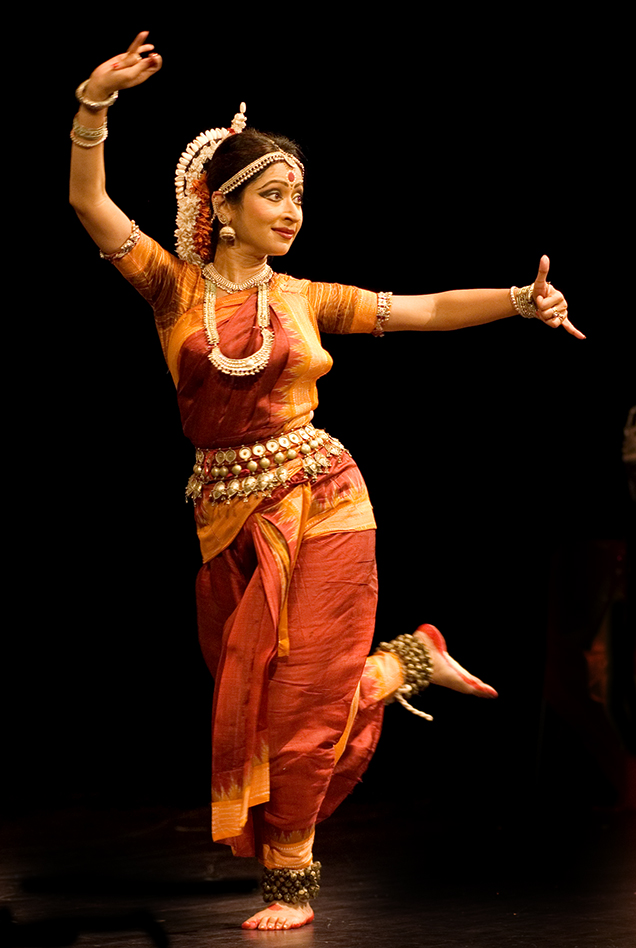
رقاص آدیسی

اُریسی(تلفظ:اُڑیسی-به زبان اوریه:ଓଡିଶୀ Oḍiśī) که با نام اریسی نیز شناخته شده‌است یکی از هشت نوع رقص باستانی هند است. ریشه مکانی آن به ایالت اریسا در شرق هند برمی‌گردد. به گواه باستان شناسان، این رقص قدیمی‌ترین گونه رقص بازمانده هند است. در رساله باستانی ناتیا شاسترا از آن با نام هدرا-ماگادهی یاد شده‌است. براساس نقش‌برجستههای تپه اودایگیری(در حوالی بهوبانشوار) که به یک قرن پیش از تولد مسیح برمی‌گردد، می‌توان از قدمت این‌گونه رقص آگاه شد. این مکان موقوفه راج انگلیس بود، ولی پس از استقلال هند دوباره سازی شد. نکته متمایز این رقص به سایر گونه‌های رقص‌های باستانی هند، بر اهمت شیوه جای‌گیری بر پایه تریبهانگی (به معنای شکست سه پاره) است، که در حقیقت به معنای حرکت مجزای سر، سینه و لگن است و هم‌چنین طرز چهارچوب ایستادن ویژه آن که با عنوان چایوکا یا چوکا شناخته شده‌است که در حقیقت نشانه‌پردازی خداوندگار یاگاناث است. این‌گونه رقص با گونه‌های مختلف بهانگاها(طرز ایستادن) مشخصی می‌شود که شامل طرز قرار گرفتن پا و شکل‌گیری حالت ایستادن مانند مجسمه‌های هندی است. معروف‌ترین بهانگاها عبارتند از: بهانگا، آبانگا، آتیباهانگا و تریباهانگا.

## ریشه‌ها و تاریخچه

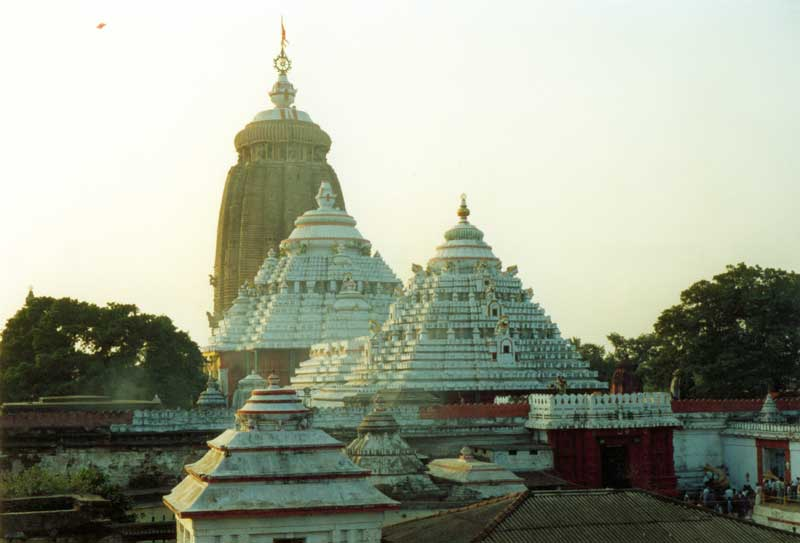
معبد یاگناث

اولین تصویر روشنی که از رقص ادیسی یافت شده‌است مربوط به غار مانچاپوری واقع در اودایاگیری است که مربوط به دوره امپراطوری خاراولا می‌شود. در این تصویر امپراتور خاراولا را به همراه دو ملکه دیده می‌شوند که در حال تماشای اجرای رقص تک‌نفره زن رقاص ادیسی را در محیط بارگاه هستند در حالیکه زنانی دیگر نیز در حال نواختن آلات موسیقی هستند. پس با این اوصاف می‌توان دریافت که ریشه این رقص مادی و زمینی است و جنبه پرستش روحانی خاستگاه آن نیست. بعدها، این رقص با فرهنگ معبد اریسا در هم آمیخت. این رقص با شروع مراسم از معبد یاگناث در پوری در معابد شایویته، وایشناویته و ساکتا در اریسا ادامه یافت. سنگ‌نبشتهای یافت شده‌است که بر اساس آن می‌توان دریافت که به خاطر دل‌بستگی دیوداسی کارپورسری به معابد بودایی، این رقص را به همراه مادر و مادربزرگش در آن مکان‌ها اجرا می‌کرده‌است. این نکته به ما نشان می‌دهد که آدیسی در ابتدا یک رقص درباری بوده‌است و بعدها در تمام مکان‌های مذهبی دین جین و هم‌چنین معابد بودایی اجرا شده‌است. این رقص ابتدا در معابد به عنوان یک شیوه عرضه دینی توسط ماهاریس انجام شد.

تاریخ‌چه رقص ادیسی با مجسمه‌هایی که در غارهای رانیگومپ‌ها در اودایگیری(اریسا) مربوط به ۲ قرن پیش از میلاد مسیح یافت شده‌اند قابل پی‌گیری است. ادیسی به عنوان قدیمی‌ترین رقص باستانی که ریشه در سنت و آیین دارد شناخته می‌شود.